# Обезвредить Вираппана
«Обезвредить Вираппана» (канн. ಕಿಲ್ಲಿಂಗ್ ವೀರಪ್ಪನ್, англ. Killing Veerappan) — индийский художественный фильм в жанре докудрамы, снятый Рам Гопалом Вармой и выпущенный в прокат 1 января 2016 года. Первый фильм режиссёра на языке каннада.

## Сюжет
Лесной разбойник Вираппан, господствующий в лесу Сатьямангалам, расположенном на территории штатов Тамилнад, Карнатака и Керала, открыто противостоит правительству и силам пограничной безопасности Индии и содержит небольшую армию. Его хотят убить примерно 184 человека, около половины из которых — полицейские, в том числе старшие полицейские и лесные чины. Он также разыскивается за браконьерство и контрабанду слоновой кости на сумму 2,6 млн долларов США и сандалового дерева на сумму около 22 млн долларов США.
В 1991 году Вираппан и его приспешник Ганди обезглавили офицера П. Шриниваса. Годы спустя Вираппан мстит за смерть Ганди, обманув представителя Специальной рабочей группы (STF) с помощью неназванного информатора. Тайная миссия под руководством с Т. Харикришны и его информатора С. И. Шакила Ахмеда, имеющая целью убить Вираппана, терпит неудачу. Вираппан и его армия жестоко расправляются со всеми офицерами STF и захватывают оружие.
Начальник STF Тамилнада К. Виджай Кумар назначает своим помощником тайного агента в регионе Карнатака, мастера-стратега, который организует операцию «Кокон» через сеть племён и информаторов, таких, как его помощница Шрия, которая входит в доверие и арендует дом у Мутулакшми — жены Вираппана. Одновременно команда лояльных полицейских под прикрытием, возглавляемая Рэмбо Кришной, покидает базу на реке Палар вместе с командой из 41 члена, которая включает в себя полицию двух штатов, лесников и информаторов. Команда путешествует на двух транспортных средствах, из которых один — автобус, перевозящий большинство членов команды, и джип с офицером К. Гоплакришнаном. Банда Вираппана размещает мины на дороге более чем в 14 местах, чтобы остановить их подход, и во время взрыва Гопалакришнан, стоявший на подножке джипа, получает серьезные травмы, что заставляет полицию нанести ответный удар и в конечном счёте предотвратить захват оружия.
После нескольких неудачных попыток, в том числе возглавляемых другим полицейским под прикрытием, замаскированным под подчинённого мусульманского криминального босса Кадани, договориться об оружии с бандой Вираппана, команду STF возглавляет мастер-стратег и добивается успеха 18 октября 2004 года. В этот день Вираппан берёт с собой на сделку Кумара, ранее внедрённого его банду полицией. Впоследствии, когда Вираппан и его люди останавливаются на станции скорой помощи, расположенной в деревне Папарапатти в округе Дхармапури, полиция окружает их и предлагает сдаться. Бандиты отказываются и начинают стрелять по людям из STF. Те открывают ответный огонь, в результате чего Вираппан и его приспешники оказываются убиты на месте.

## В ролях
- Сандип Бхарадвадж — Вираппан, лесной разбойник
- Шива Раджкумар — безымянный мастер-стратег STF
- Садх Орхаан — Ганди, приспешник Вираппана
- Ягна Шетти — Муттулакшми, жена Вираппана
- К. С. Шридхар — К. Виджай Кумар, глава STF в Тамил-Наду
- Гадда Виджи — Пандиллапалли Шринива, офицер убитый Вираппаном
- Санчари Виджай — тренер новобранцев STF Гопал
- Раджеш Натаранга — офицер STF Балу
- Азиз Насер — офицер STF Шаши
- Парул Ядав — Шрея, информатор, арендовавшая дом Муттулакшми
- Роклайн Вентаккеш — Т. Харикришна
- Рамеш Пандит — Кадхани, криминальный босс
- Гундрагови Сатхия — Анис, полицейский под прикрытием

## Производство
Рам Гопал Варма задумал снять фильм о Вираппане ещё в 2007—2008 годах.
Первоначально планировалось, что сюжет будет рассказывать его историю жизни и раскрывать причины сделавшие его тем, кто он есть. Однако впоследствии основная идея претерпела изменения. Варма начал писать сценарий между съёмками других проектов, планируя сделать фильм сразу на четырёх языках: каннада, телугу, тамильском и хинди.
В качестве сюжета он выбрал историю операции «Кокон», целью которой было найти Вираппана. Главным героем по сценарию стал «человек, который убил Вираппана», на роль которого был выбран актёр Шива Раджкумар, отца которого Вираппан похитил и удерживал в плену 108 дней.
На роль Вираппана взяли театрального актёра из штата Карнатака Сандипа Бхарадваджа, которого сочли достаточно похожим внешний на его прототип. Съёмки начались в июне 2015 года.
Фильм планировалось выпустить в прокат 15 ноября 2015 года в годовщину освобождения Раджкумара из плена.

## Саундтрек
| №  | Название                           | Исполнители     | Длительность |
| -- | ---------------------------------- | --------------- | ------------ |
| 1. | «Hayya Hayya (The Power of Shiva)» | Шива Раджкумар  | 4:49         |
| 2. | «Vadhayo Vadhayo»                  | Раджашекхар     | 1:33         |
| 3. | «Spot Spot»                        | Пунит Раджкумар | 3:09         |
| 4. | «Hayya Hayya (Women Power)»        | Инду Нагарадж   | 4:42         |
| 5. | «Rakthava Kudiyo»                  | Гита Мадхури    | 2:34         |

## Ремейк
После успеха оригинала был выпущен ремейк на хинди, который был снят параллельно, но с другим актёрским составом за исключением Сандипа Бхарадваджа, повторившего свою роль. В ремейке главную роль исполнил Сачин Дж. Джоши, известный по фильмам на телугу и хинди. В отличие от оригинала в ремейк был добавлен item-номер с участием Зарине Хан. Фильм как и оригинал получил положительную оценку критиков, но провалился в прокате.